# Synagogue El Tránsito de Tolède
Inaugurée en 1357 par Samuel Halevi Abulafia, trésorier de Pierre le Cruel, cette synagogue est transformée en église lors de l'expulsion des juifs d'Espagne en 1492. Elle devient l'église el Transito par référence à la Dormition de la Vierge. C'est aujourd'hui un musée.
Aujourd'hui, elle abrite un musée sur la culture juive sépharade de Tolède.

## Architecture et décoration

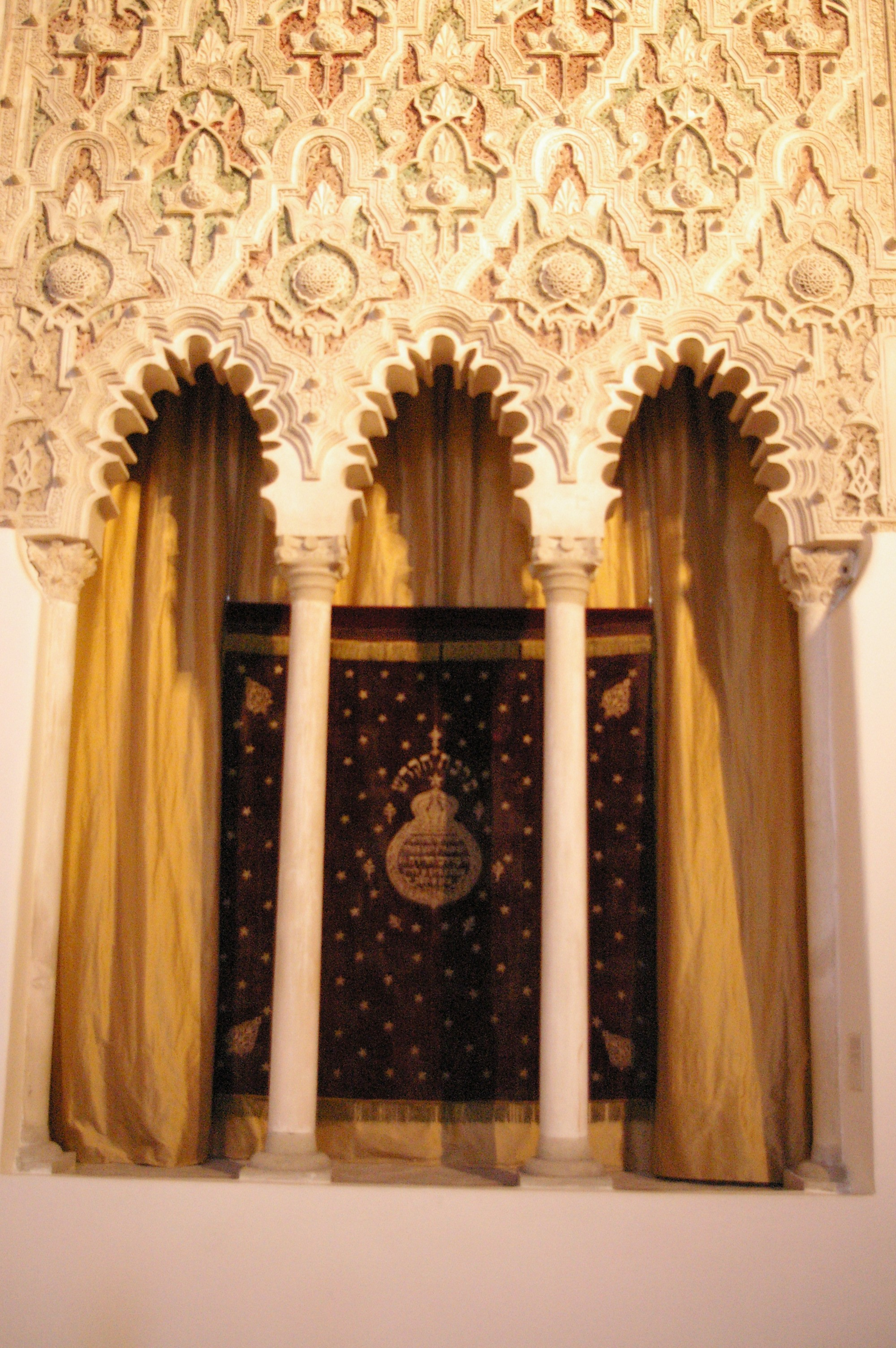
L'arche sainte de la synagogue El Transito

Cette synagogue, dont l'architecte est le maître maçon Don Meir (Mayr) Abdeil, fut construite au cœur de la juderia de Tolède pour être la synagogue privée de Samuel Halevi Abulafia, le riche trésorier du roi de Castille et de León. Samuel Halevi Abulafia ne respecta pas la loi puisque sa synagogue n'est ni plus petite ni moins haute que les églises avoisinantes. On y voit des stucs polychromes, des inscriptions en hébreu et d'autres en arabe de style mudéjar.
La salle de prière mesure vingt-trois mètres sur douze et sa hauteur est de neuf mètres et demi. Les murs extérieurs sont d'architecture arabo-espagnole typique avec une fenêtre en fer-à-cheval au-dessus de la porte d'entrée. Le contraste est saisissant avec l'intérieur, un des plus splendides exemples d'architecture mudéjar.
Les murs intérieurs sont décorés de motifs géométriques et floraux typiques de l'art mudéjar. Le mur est, donc en direction de Jérusalem, est particulièrement décoré de sept arches et d'arabesques et comporte trois niches qui formaient l'arche sainte qui abritait les rouleaux de la Torah. Le plafond de style artesonado (es) est de bois de cèdre.

## Différentes affectations
Lors de l'expulsion des Juifs d'Espagne en 1492, la synagogue fut transférée par le roi et la reine d'Espagne à l'ordre de Calatrava puis  devint le prieuré et l'église Saint-Benoît. À partir du XVIIe siècle, l'église est appelée Ermita del Transito, puis El Transito de Nuestra Senora, du nom d'un tableau de l'école de Correa (es), aujourd'hui au musée du Prado à Madrid, qui en décorait alors l'autel. Au XIXe siècle, ce fut un monastère puis une caserne et encore un monastère. En 1877, l'ancienne synagogue fut reconnue comme un monument national.
En 1970, la synagogue ainsi que le musée Séphardi voisin créé en 1964 devient le Musée national de l'art judéo-espagnol, une institution d'État sous le contrôle du ministère espagnol de l'éducation et de la culture.

## Protection
La synagogue fait l’objet d’un classement en Espagne au titre de bien d'intérêt culturel depuis le 1er mai 1877.

## Galerie

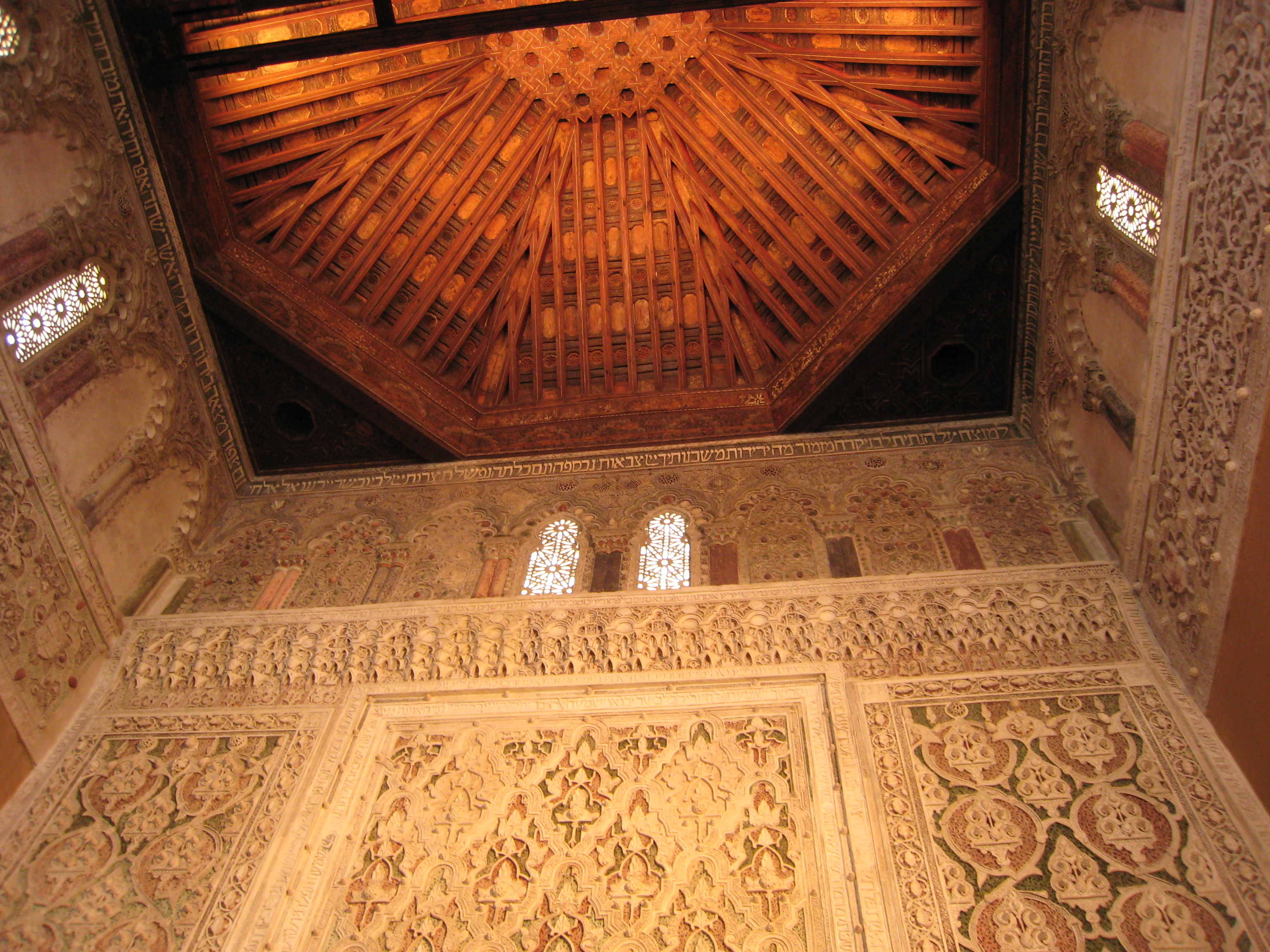
Le plafond de la synagogue
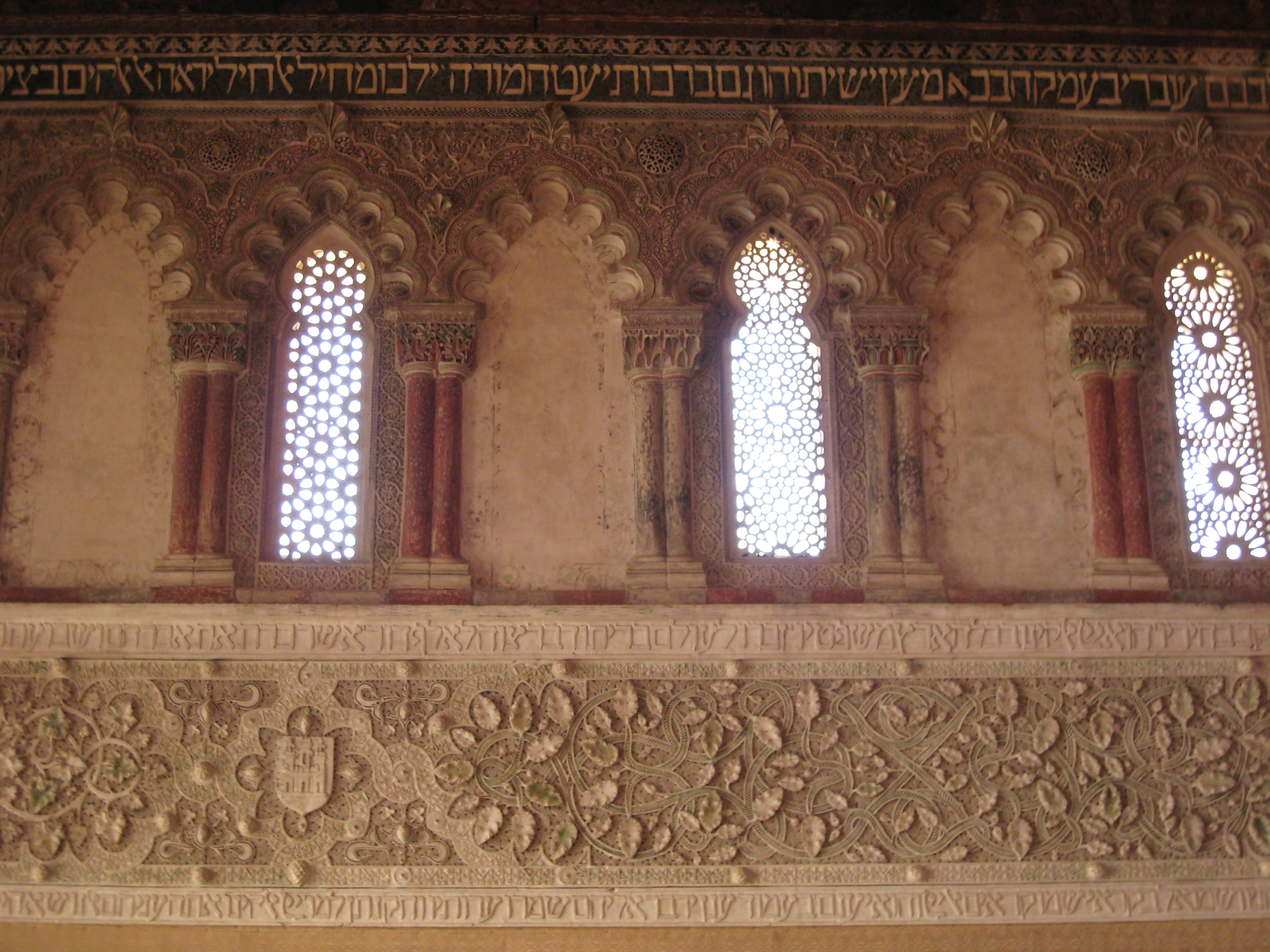
Fenêtres
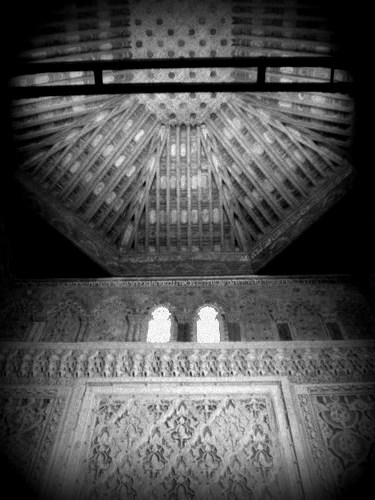
Le plafond de la synagogue
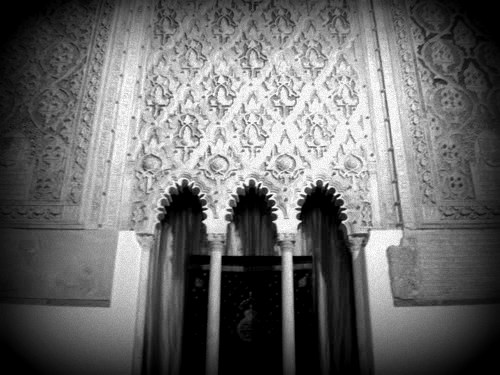
Arche sainte
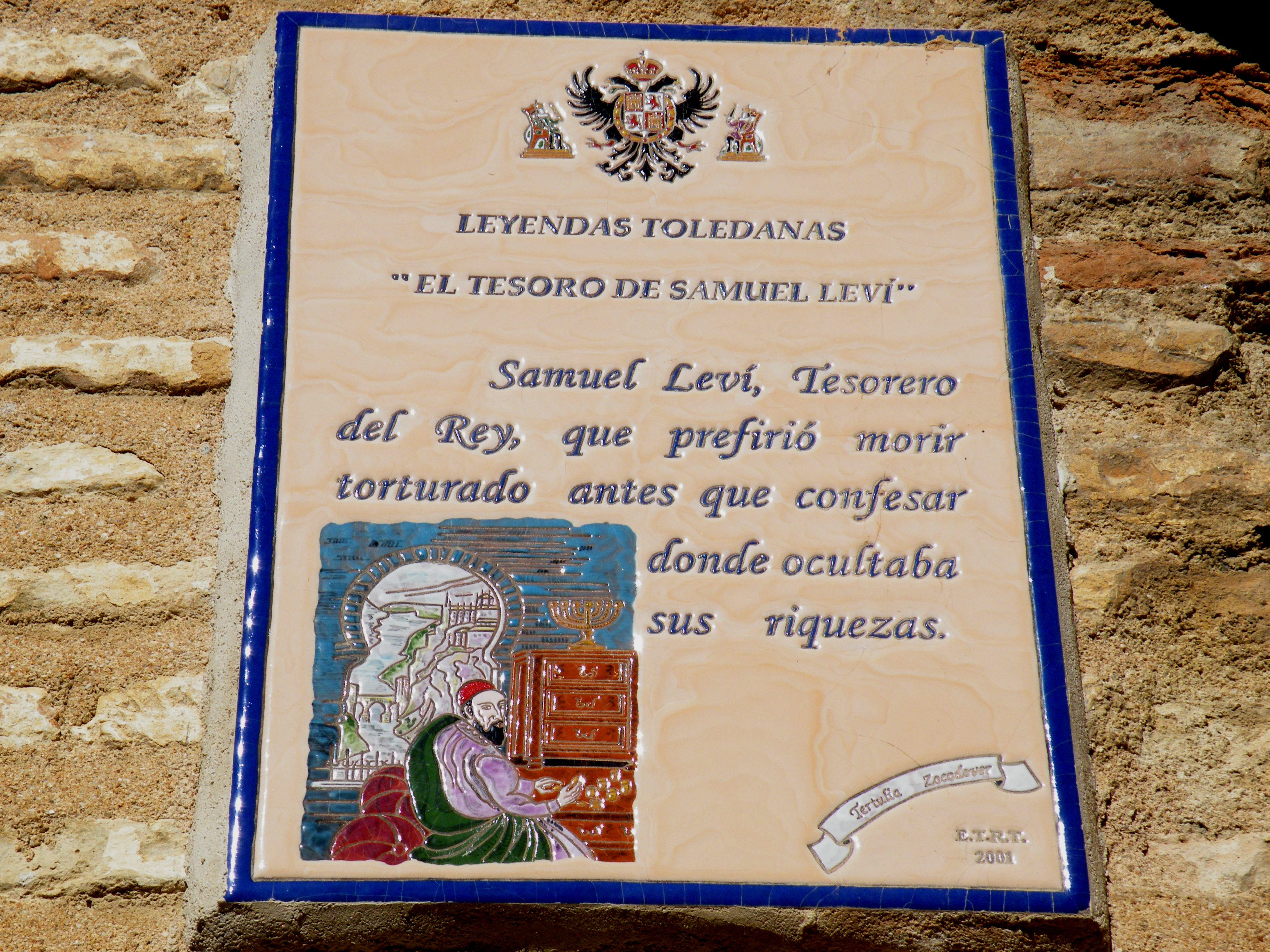
Plaque à la mémoire du fondateur de la synagogue
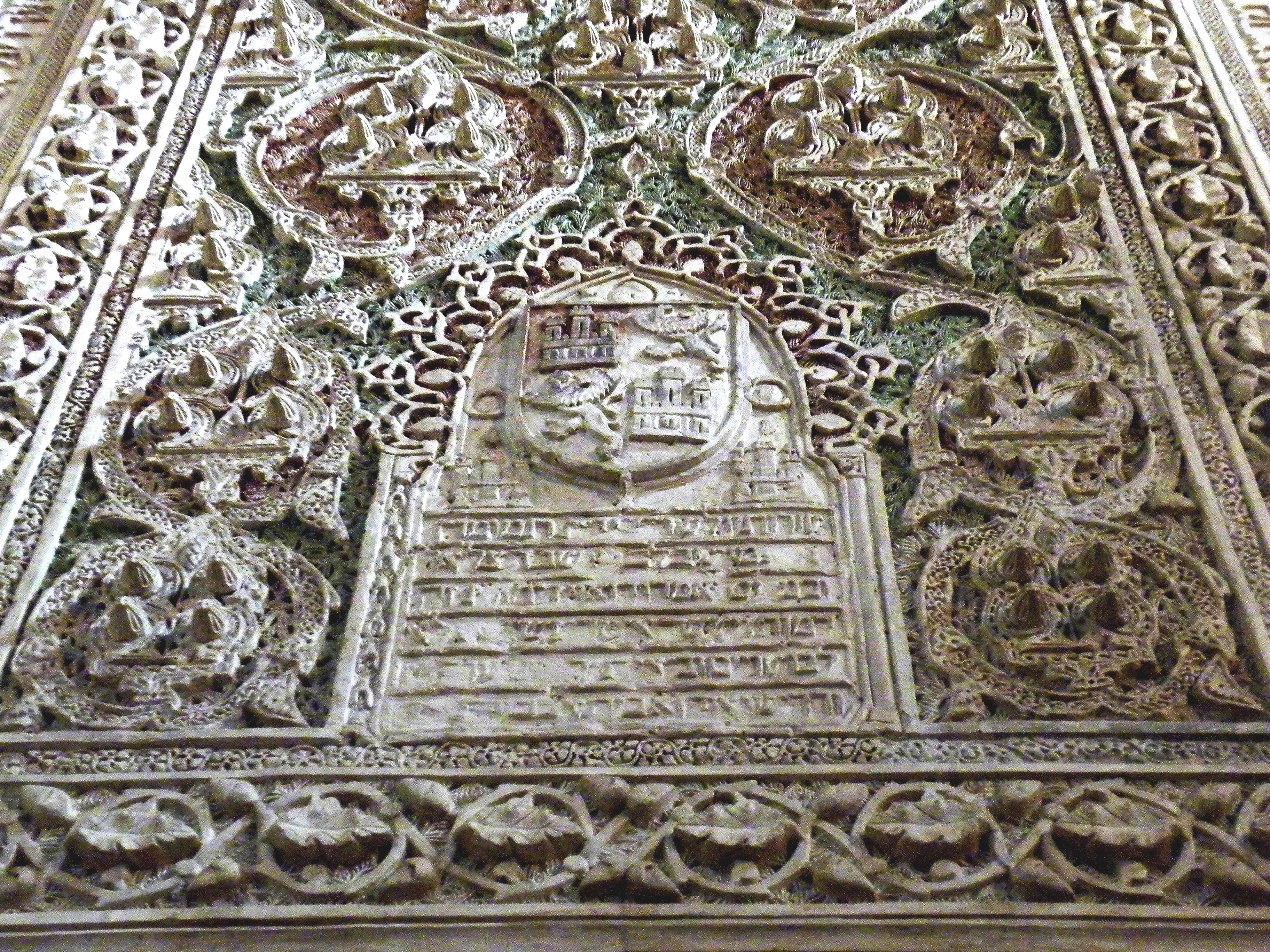
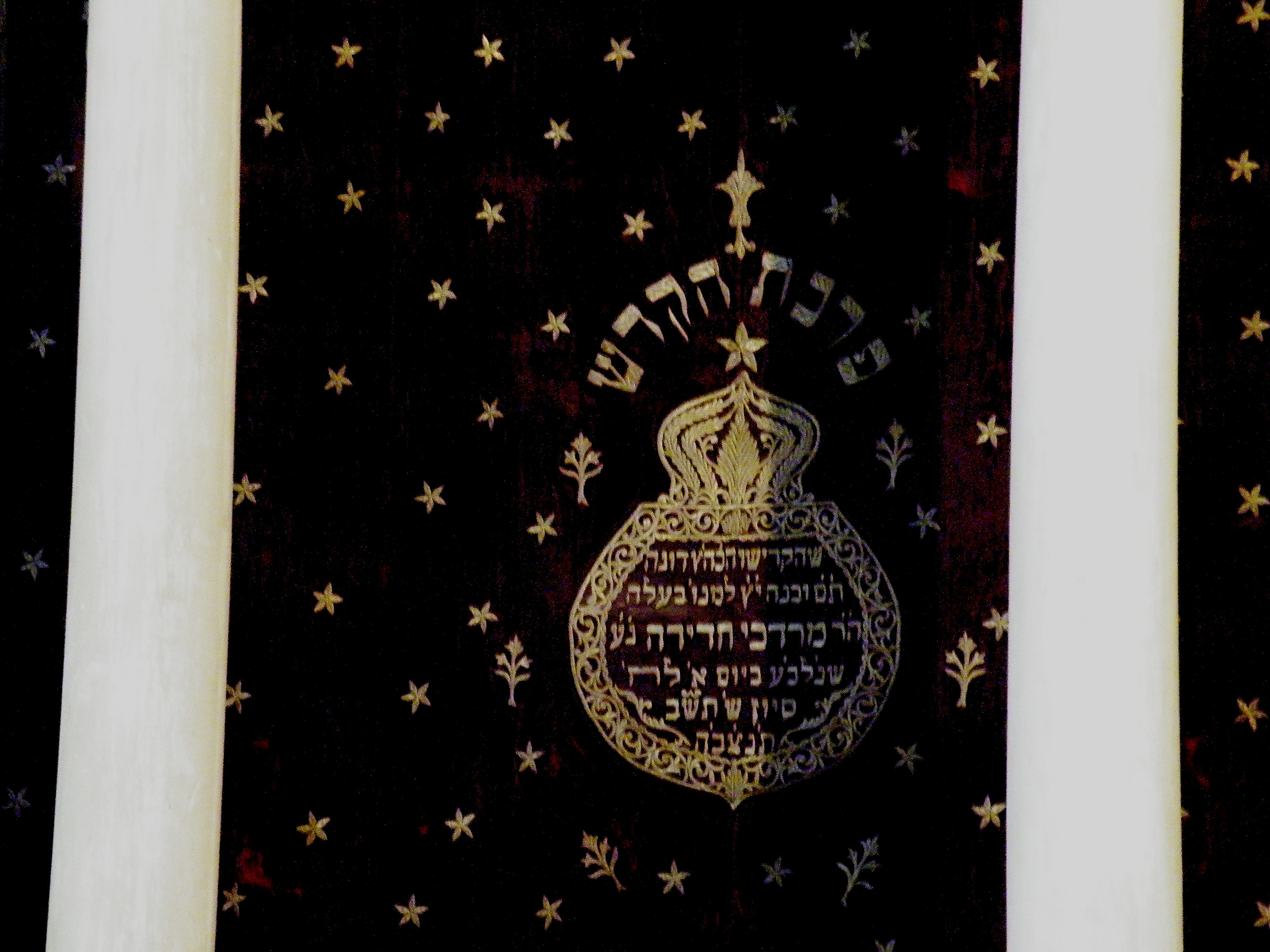
Détail du rideau de l'arche sainte
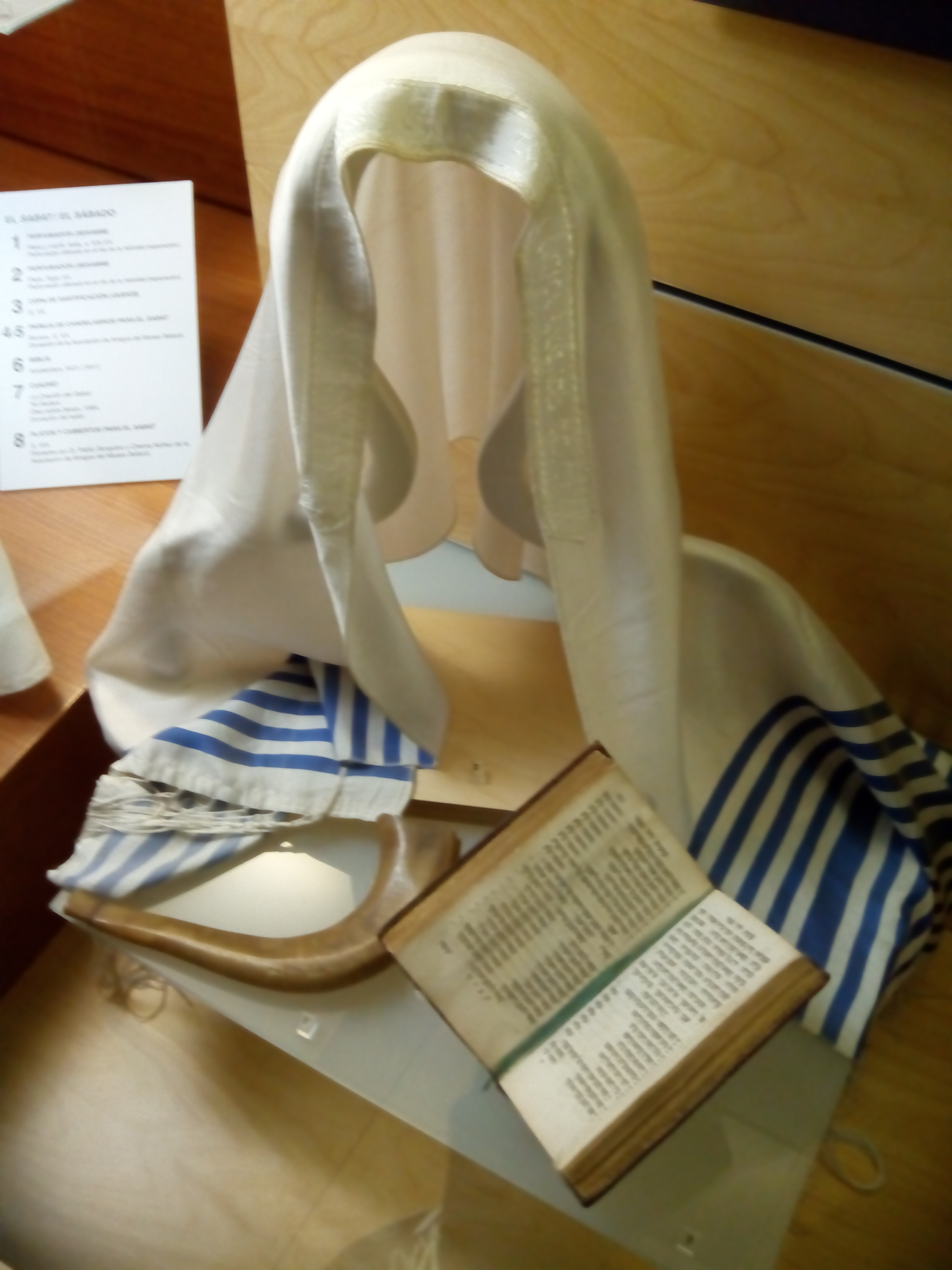
Tallit
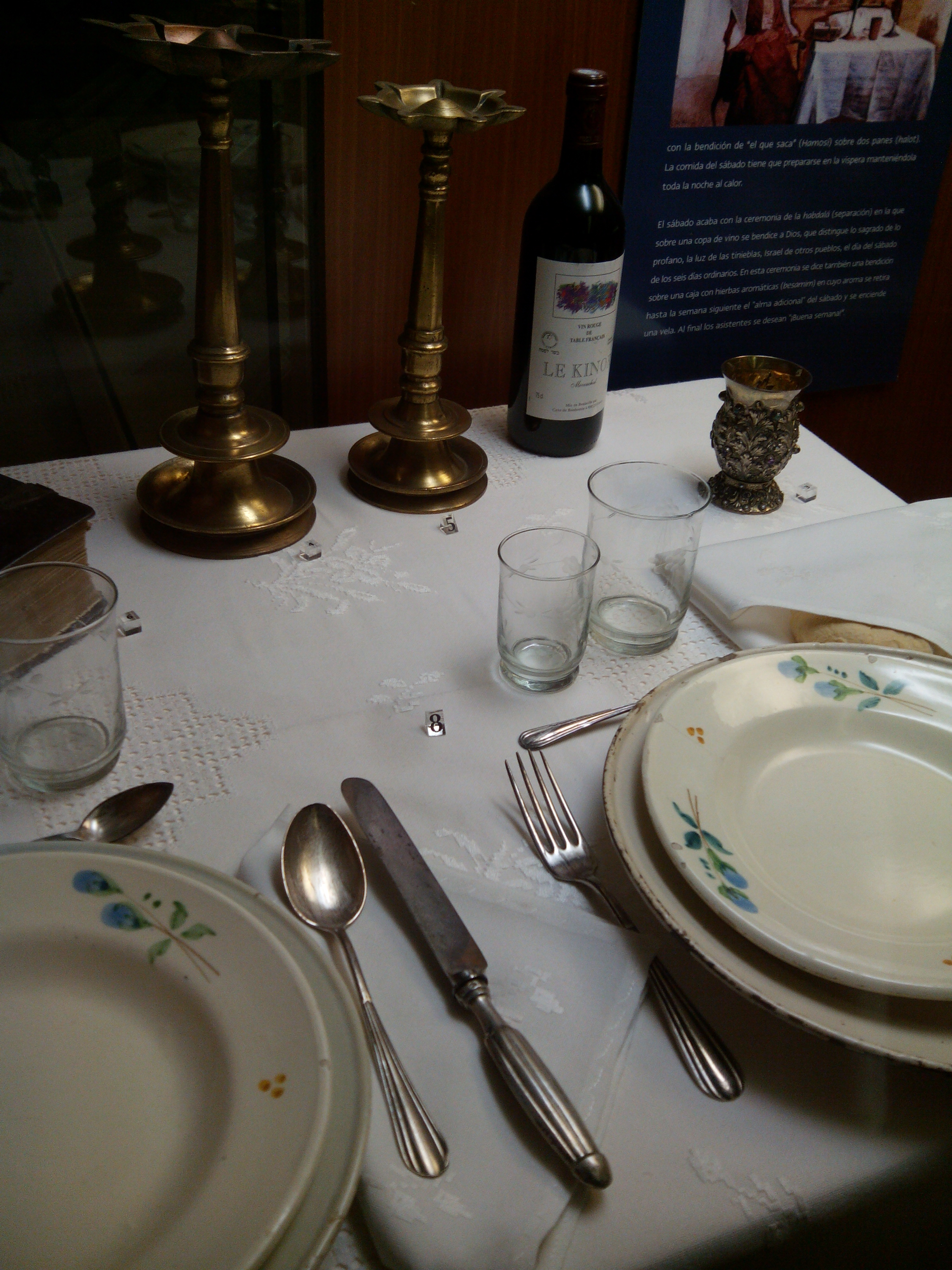
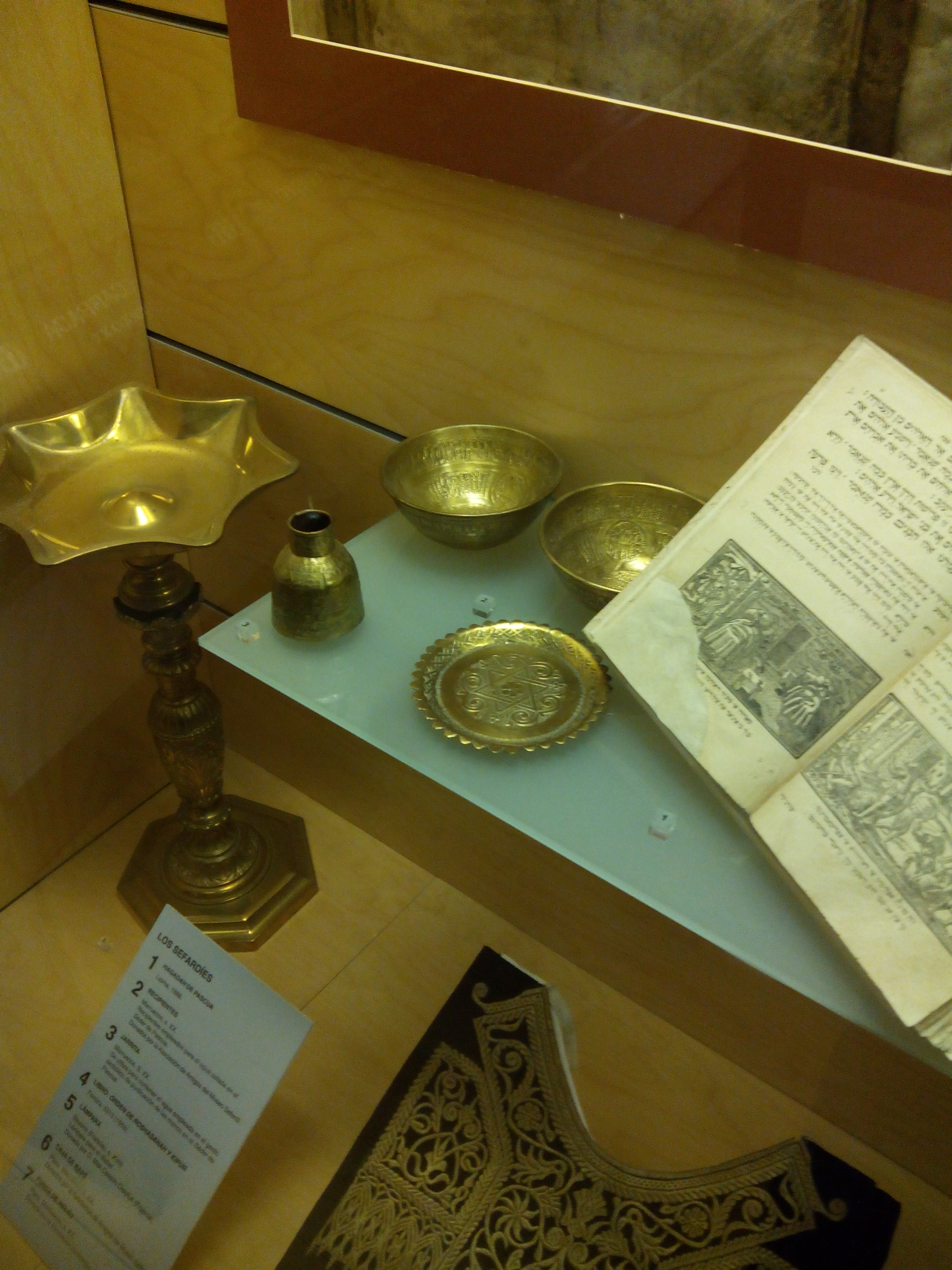
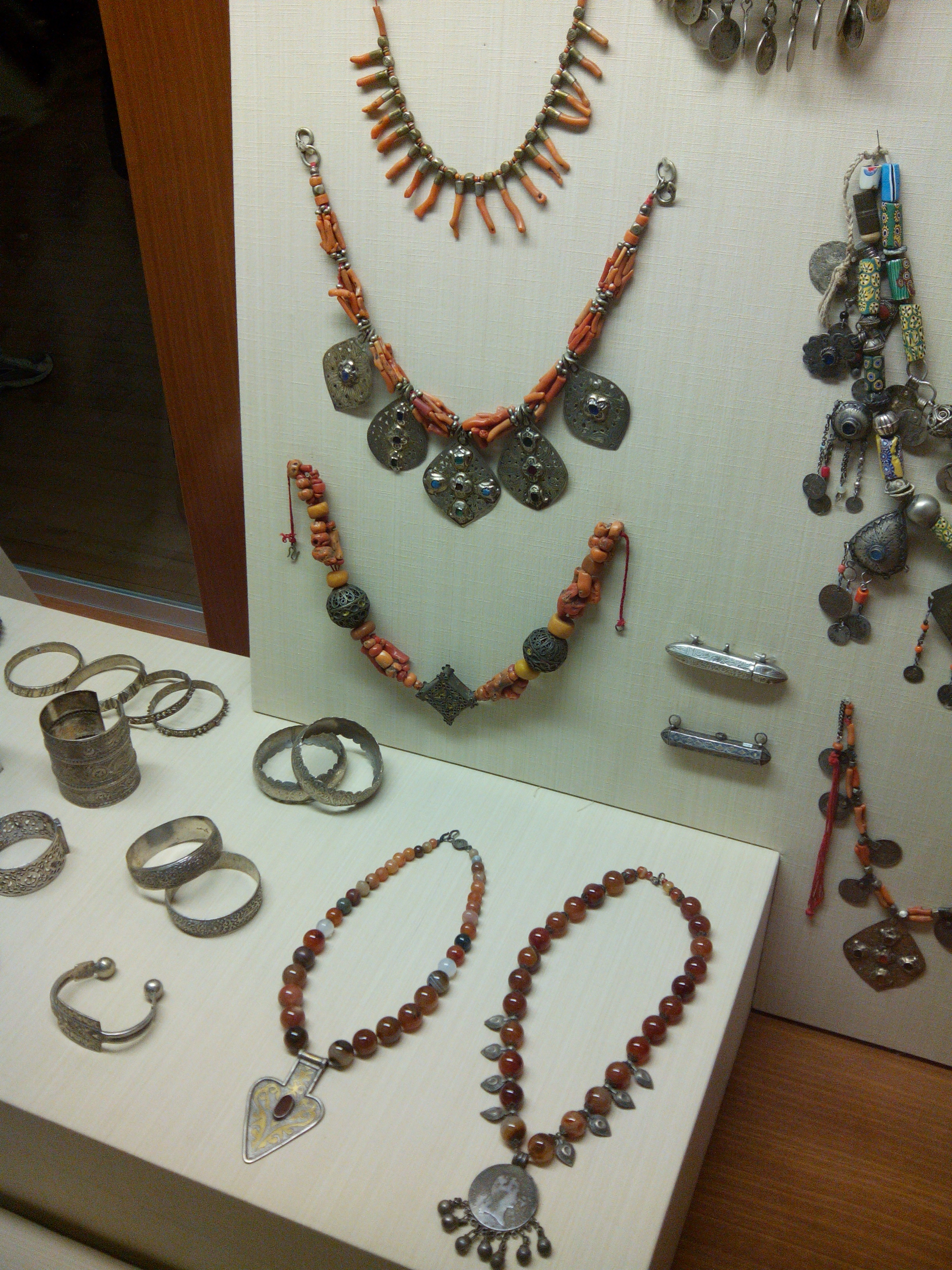
Bijoux
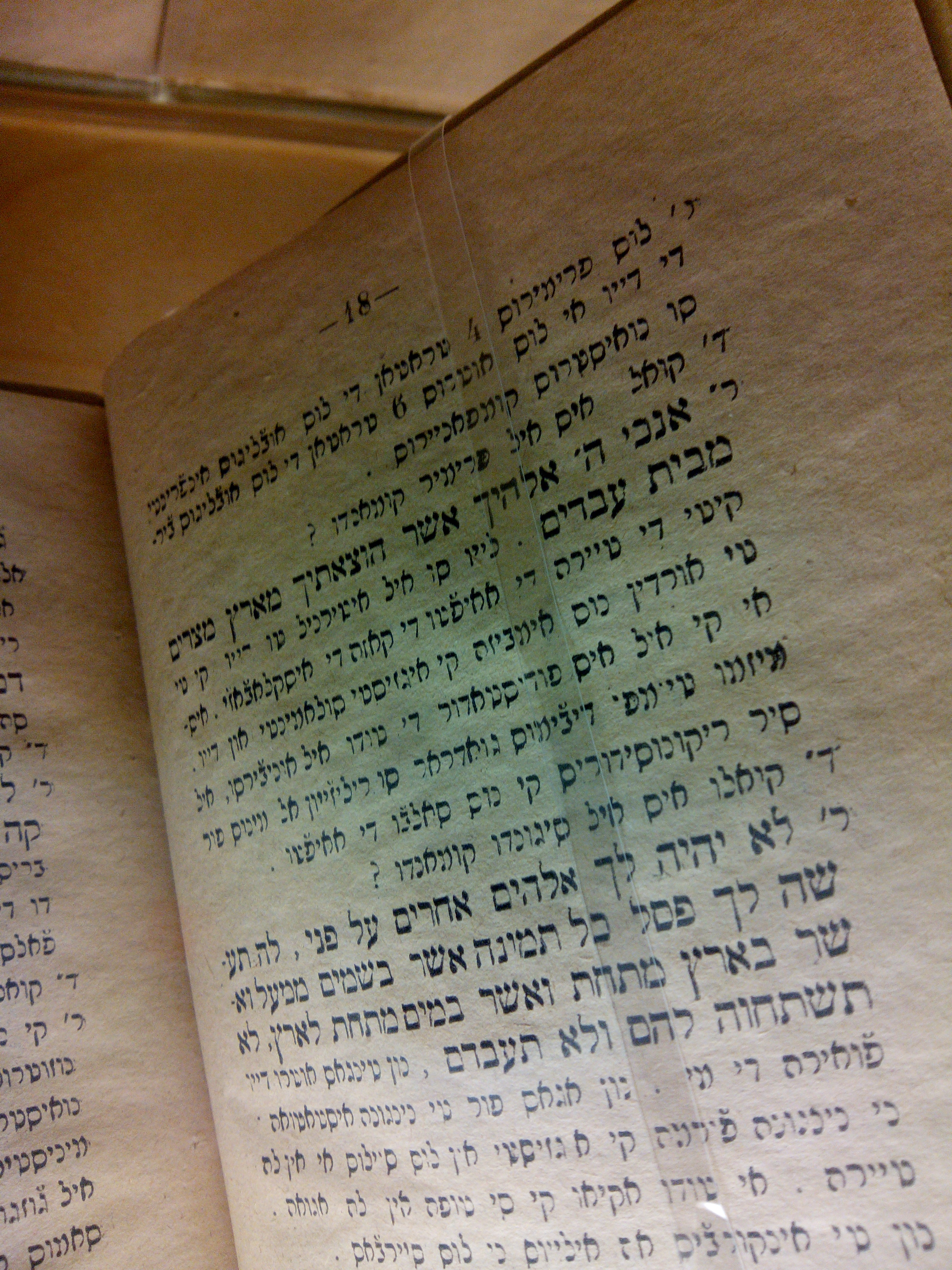